# Daichi Suzuki
Daichi Suzuki (Chiba, 10 de março de 1967) foi um nadador japonês, campeão olímpico dos 100 metros costas em Seul 1988.
No início de 1980, Suzuki, um costista campeão nacional, observou a golfinhada que Jesse Vassallo realizava, e percebeu que poderia aplicar a mesma técnica durante a sua prova. Suzuki combinava a sua criatividade e audácia em conjunto com as sugestões fornecidas por Vassallo, e começou a trabalhar no desenvolvimento de um começo de prova que cobriria os primeiros 25m inteiramente debaixo d'água.
Nas Olimpíadas de Los Angeles em 1984, Suzuki apresentou a nova tática subaquática. Ele provou ser o mais rápido no mundo nos primeiros 25 m, mas não conseguiu ir à final dos 100 metros costas. Alguns criticaram sua tática, classificando-a como tola por deixar o nadador com pouco oxigênio, fazendo-o ir mal na última parte da prova.
Em 1986, Suzuki começou a se destacar mundialmente. No Pan-Pacífico de 1987, embora tivesse acabado em terceiro lugar nos 100m costas, sua estratégia de usar uma golfinhada subaquática estava começando a chamar mais atenção como uma estratégia viável.
Um admirador do chute golfinho subaquático de Suzuki era David Berkoff, que, nas seletivas americanas de 1988, quebrou o recorde mundial nos 100 m costas ficando submerso por 35m da primeira parte da prova e 15m na volta.
Berkoff era o mais cotado para ganhar o ouro nos 100 m costas nos Jogos Olímpicos de Seul em 1988. No entanto, de virada, Suzuki conquistou a medalha de ouro.
Suzuki, que quatro anos antes introduziu o chute golfinho subaquático para o mundo ao ser submerso por 25 m, venceu a corrida por sua execução de "chutes Vasallo" de 35 m, 10 m além da sua distância normal subaquática, pela única vez em sua carreira. Desde Suzuki contra Beroff ter sido transmitido, os nadadores de todo o mundo apressaram-se a aplicar a mesma estratégia submarina durante suas provas.
Na Olimpíadas de Barcelona em 1992, Mark Tewksbury, que cinco anos antes declarou sua antipatia pela natação subaquática, ganhou a medalha de ouro nos 100 m costas pela execução do pontapé golfinho debaixo d'água por 25m na primeira parte da prova e 15m na volta.
Após sua aposentadoria, Suzuki estudou na Juntendo University Graduate School onde obteve seu doutorado em pesquisas e análise de exercícios na água, estilo de vida, hábitos e condições de saúde. Suzuki foi o segundo medalhista de ouro olímpico japonês, e obteve um Ph.D.